# Конрад III фон Лихтенберг
Конрад III фон Лихтенберг (на немски: Konrad III von Lichtenberg, * ок. 1240, Лихтенберг, Елзас, † 1 август 1299, Страсбург) е от 1273 г. до смъртта си епископ на Страсбург.

## Произход и управление
Той произлиза от елзаския род на господарите на Лихтенберг. Син е на Лудвиг I фон Лихтенберг († 1250/1252) и първата му съпруга Елизабет († 1271).
През 1275 г. Конрад III започва да строи катедралата в Страсбург. Защитава интересите на Хабсбургите и на своя род Лихтенберг.
През 1299 г. той иска да помогне на своя зет граф Егино II по време на бунтуващите се граждани на Фрайбург и пред вратите на града е тежко ранен. Умира в Страсбург. Погребан е в катедралата в Страсбург.
Последван е като епископ от брат му Фридрих I фон Лихтенберг (1299 – 1306).